# Marchantia globosa
Marchantia globosa là một loài Rêu trong họ Marchantiaceae. Loài này được Brid. ex F. Weber mô tả khoa học đầu tiên năm 1815.